# سكة المناصرة
سكة المناصرة أحد شوارع مصر القديمة التي يمكن الوصول إليها عبر العديد من المنافذ والدروب التي تخترق قلب القاهرة المعزية القديمة، وأيسرها طريق شارع بورسعيد بالقرب من جامع البنات في منتصف شارع محمد علي (القلعة حالياً)، أو عن طريق شارع عبد العزيز الشهير بتجارة أجهزة الجوال بمنطقة العتبة.
وتعد منطقة سكة المناصرة أهم المناطق في صناعة الأثاث في القاهرة والتي تمثل الصورة المصغرة من مدينة دمياط (قلب صناعة الأثاث والموبليا) في مصر والشرق الأوسط, وسكة المناصرة أو المناصرة كما يطلق عليها والتي تقع في قلب القاهرة بالقرب من أهم المراكز التجارية حيث شوارع عبد العزيز ومنطقة العتبة وشارع بورسعيد.
وترجع تسمية (المناصرة) نسبة إلى الخليفة المنصور بالله والد المعز لدين الله الفاطمي ويرجع تاريخ إنشائها إلى سنة 971 ميلادية الموافق 360 هجرية.